# 突尼西亞
突尼西亞共和國（羅馬化：al-Jumhūrīya at-Tūnisīya），通称突尼斯（羅馬化：Tūnis），是位於北非的國家，首都及最大城市為突尼斯市。此外，突尼斯隶属于马格里布地区，东部和北部緊鄰地中海。突尼斯有兩個鄰國，分別為西方的阿爾及利亞（公共国界线長965公里）與東南方的利比亞（公共国界线長460公里），北方不遠處即為義大利。突尼斯因其坐落于国家北方的首都突尼斯市而得名。
公元前9世纪初，腓尼基人在今突尼斯湾沿岸地区建立迦太基城，后发展成古迦太基文明。公元前146年突尼斯成为罗马帝国的阿非利加省的一部分。公元5～6世纪突尼斯地区先后被汪达尔人和拜占庭人占领。703年被阿拉伯穆斯林征服。13世纪哈夫斯王朝建立了强大的突尼斯国家。1574年突尼斯又沦为奥斯曼帝国的一个省。1881年成为法国保护领地。1956年3月20日突尼斯从法国殖民中独立。1957年7月25日突尼斯制宪会议通过决议，废除君主制，成立突尼斯共和国，哈比卜·布尔吉巴成为第一任总统并长期掌控突尼斯政权。1987年11月7日，总理本·阿里发动政变推翻布尔吉巴政府，突尼斯进入本·阿里统治时代。2011年突尼斯爆发茉莉花革命，本·阿里政权倒台，本·阿里流亡沙特。突尼斯进入政治改革时代。
突尼斯是非洲人类发展指数最高的国家之一，也是非洲大陆人均收入最高的国家之一，人均GDP排全球第95位。
突尼斯积极融入了国际社会。是联合国、法语国家国及地区际组织、阿拉伯国家联盟、伊斯兰合作组织、非洲联盟、东部和南部非洲共同市场、不结盟运动、国际刑事法院、77国集团等国际组织成员。突尼斯与欧洲国家特别是法国和意大利在经济和政治上保持着紧密的联系。突尼斯是美国的主要非北约盟友，同时也是中国一带一路项目的参与国。

## 名稱
突尼斯因其坐落于国家北方的首都突尼斯市而得名，而突尼斯市是以古迦太基的一位女神塔尼特（布匿语： 'TNT）命名。亦有指該字來自柏柏爾語ⵜⵏⵙ tns，指“駐紮”。
突尼斯的法語名稱Tunisie獲得歐洲各語言採用及稍微改變，建立一個有助分辨突尼斯和突尼斯市的名稱。其餘語言便把國名和市名混用，需要依靠上文下理推斷是市是國。
突尼斯地區在古代的名稱為“阿非利加”（Africa或Ifriqiya），是非洲現在名稱的源頭。afri是迦太基附近（今突尼西亞附近）閃米特人常見的名字，這一名字來源於腓尼基語中的afar，即「灰土」。所以，古羅馬採用了由afar一詞演變出來的“Africa”來稱呼迦太基人的土地。這古代名稱一直沿用著，直到近代。

## 歷史

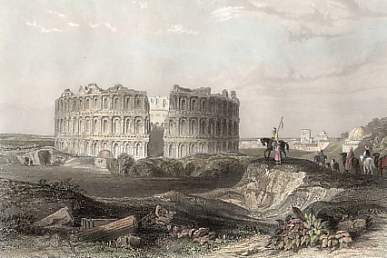
羅馬圓形劇場

突尼斯曾經是迦太基的發源地和國家中樞。這個位於北非的國家統治了西班牙，北非，地中海沿岸等零星地區，成為當時地中海最強盛的國家，並因此成為以後羅馬的強敵，迦太基名將漢尼拔曾經一度要攻入羅馬的首都。後來北非第三次布匿戰爭後，迦太基被征服並成為羅馬共和國的阿非利加行省。後來此地又陸續受到汪達爾王國、拜占庭帝國、阿拉伯帝國的統治。突尼斯在很长一段时间內受到奥斯曼帝国统治（这一时期被称为突尼斯摄政时期）。在1881年时，隨著法國對殖民地的開拓，转而成为法国的保护国，即法属突尼西亞。二戰時間，1940年法國投降，维希法國繼續統治突尼西亞，1942年維希政權被德國進駐，意大利軍隊佔領了突尼西亞和法國南部，建立了短暫的意屬突尼西亞。1943年德義聯軍和盟軍爆發了突尼西亞戰役。二战后，突尼西亞被法國重新接收。
1956年3月20日，突尼斯从法国独立，成立突尼斯王国。穆罕默德·艾敏貝伊出任国王，哈比卜·布尔吉巴担任首相。王国建立一年多以后，君主制被推翻，成立突尼斯共和国，哈比卜·布尔吉巴就任首届总统。從1956年獨立到2011年革命，政府和憲政民主聯盟實際上是一體的。國際特赦組織、《衛報》稱突尼斯為“阿拉伯世界最現代化但最專制的國家之一”。
1987年11月，布尔吉巴被医生宣布不适宜继续担任总统，根据突尼斯宪法第57条，在一场不流血的政变中，总理扎因·阿比丁·本·阿里继任了总统职位。他继任总统的日期11月7日此后被定为法定节日。本·阿里每五年都以绝对优势（远超过80%的得票）连任总统，最近一次是2009年10月25日，直至2011年1月，他在民众骚乱中逃离突尼斯。
哈比卜·布尔吉巴30年統治的结果是以收买人心的政策以及伊斯兰运动的崛起为标志的，继任总统扎因·阿比丁·本·阿里将之废除，但延續了布尔吉巴主义的現代化目标，即经济自由化。他在國內推行經濟改革，吸引外國投資。突尼斯的人均國內生產總值（調整至現時價格）從1986年的1,201美元升至2008年的3,876美元。從1987年起的大約20年間，國內生產總值每年平均以接近5%的速度增長。
这段时间内，突尼斯经济发展成就被誉为“突尼斯奇迹”。2009－2010年度世界经济竞争力论坛年报显示，在经济竞争力、抵御金融危机、通讯和信息技术促进和生活质量改善等方面，突尼斯在133个国家排名中名列非洲第1、世界第40。在茉莉花革命前，无论从政府廉洁度（透明国际2010年排名，突尼斯位列排名59位），还是从民生状况来观察，突尼斯都是发展中国家样板。
虽然2008年世界金融危機并未对突尼斯的经济产业结构造成明显冲击，但重创了突尼斯的旅游业，使得依靠旅游业周边产业谋生的底层民众怨声载道。2011年，一名女性突尼斯政府官员执法时掌摑了一名男性小贩，此举在伊斯兰文化是对雄性的羞辱。该名男性小贩在遭受掌摑后一小时在政府大楼前自焚。当地政府在此事件的处理轻描淡写，只是将该名女性官员调职处理，引起了民众群体性不满。加上当地社交网络煽风点火，引爆反政府示威茉莉花革命，要求总统扎因·阿比丁·本·阿里为此事负责，不敵民意壓力下扎因·阿比丁·本·阿里宣布解散国会重新大选。但彼时示威已成燎原之势，多地暴力事件频发，国内治安形势崩溃，再次大选已无法进行。扎因·阿比丁·本·阿里被迫将權力交給總理穆罕默德·加努希代理，逃离突尼斯。
不過2011年1月15日突尼斯的憲法委員主席宣布，根據突尼斯憲法第57條的規定，最終決定讓國民議會議長福阿德·邁巴扎從穆罕默德·加努希手中取得臨時代理總統來履行職權。
2011年1月17日突尼斯新聯合政府宣布：將國家和政黨分離。
2011年12月12日，突尼斯制宪议会投票选举保卫共和大会党主席蒙塞夫·马祖吉為新一任总统。
2014年11月23日，采用新宪法后的第一次正规总统选举举行，突尼斯呼声党候选人贝吉·卡伊德·埃塞卜西当选。此次大选的投票率达到了64.6%，投票过程也井然有序，突尼斯政治过渡进程渐近尾声。
2019年9月19日，突尼西亞外交部突然發出聲明，證實了帶罪流亡的本阿里，已於該日稍早病逝於沙烏地阿拉伯，終年83歲。
2021年1月，因疫情，失业，腐败等多重因素突尼斯发生2021年突尼斯示威。
2021年7月25日，突尼斯总统凯斯·赛义德罢免总理，关停议会，进行政变，重回独裁道路。

## 地理

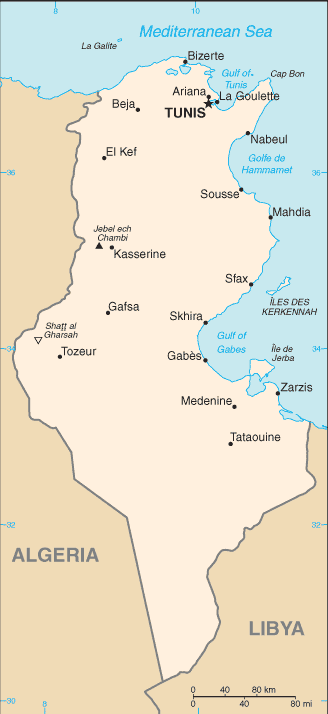
突尼斯地圖

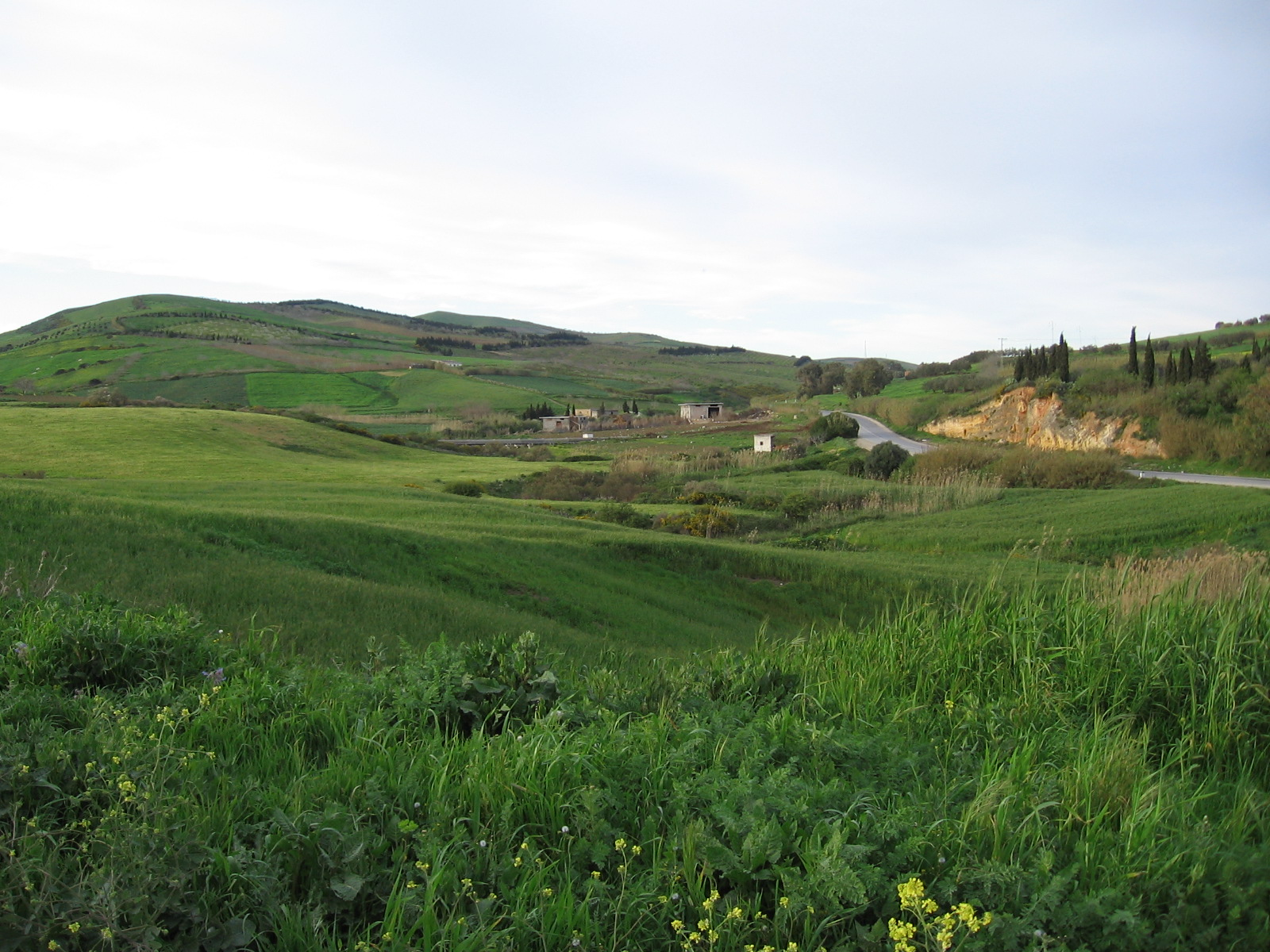
突尼斯北區沒有沙漠

突尼斯国土面积的40%为撒哈拉沙漠所占据，餘下的60％则是十分富饶的土地，早在被併入罗马帝国之前的公元前3世纪就成为了迦太基文明的发源地。北部為高山與丘陵地，主要是亞特拉斯山脈東部的延伸；中部為階梯狀台地，由西向東傾斜，台地以南多季節性鹽沼；東部為狹長的沿海平原；南部則為撒哈拉沙漠。
薩赫勒地區，擴大沿海平原沿著突尼斯的地中海沿岸，是躋身於世界最大的橄欖種植區。突尼斯的海岸線長1148公里（713英里）。在海洋中，國家聲稱24海里（44.4公里，27.6英里），領海為12海里（22.2公里，13.8英里）。
舍阿奈比山是突尼斯最高的山，高約1,544米。最低點在杰里德大盐湖，在海平面下17米。

### 氣候
突尼斯北部屬於夏乾冬雨的地中海型氣候，中部是热带草原气候，南部属熱帶沙漠氣候。8月是突尼斯最热的时候，日均温21℃－33℃；1月为最冷时候，日均温6℃－14℃。

## 軍事
突尼斯在2008年有陸軍27,000人，裝備有84輛主戰坦克和48輛輕型坦克。海軍4,800人，有25艘巡邏艇。空軍有4,000人和一百多架飛機。國民衛隊有12,000人。2006年的國防開支佔該年GDP的1.6%。

## 行政区划

突尼西亞各省

突尼斯全國分為24個省，省下設縣。

### 省份
1. 艾爾亞內省
2. 巴傑省
3. 本阿魯斯省
4. 比塞大省
5. 加貝斯省
6. 加夫薩省
7. 堅杜拜省
8. 凱魯萬省
9. 卡塞林省
10. 吉比利省
11. 卡夫省
12. 馬赫迪耶省
13. 馬努巴省
14. 梅德寧省
15. 莫納斯提爾省
16. 納布勒省
17. 斯法克斯省
18. 西迪布濟德省
19. 錫勒亞奈省
20. 蘇塞省
21. 泰塔溫省
22. 托澤爾省
23. 突尼斯省
24. 宰格萬省

### 主要城市

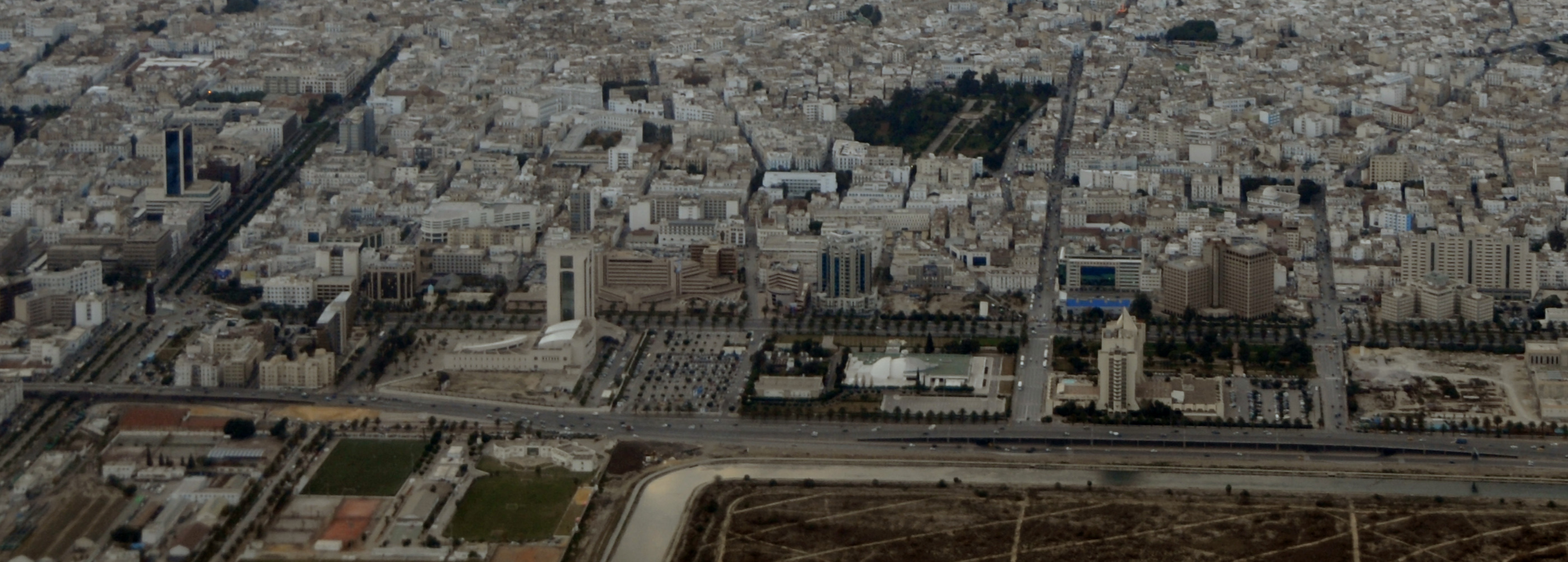
俯瞰突尼斯市

人口最多的四个城市如下：
1. - 983,861（2009年人口）
2. 斯法克斯 - 855,256
3. 凯鲁万 - 546,209
4. 苏塞 - 544,413

## 人口

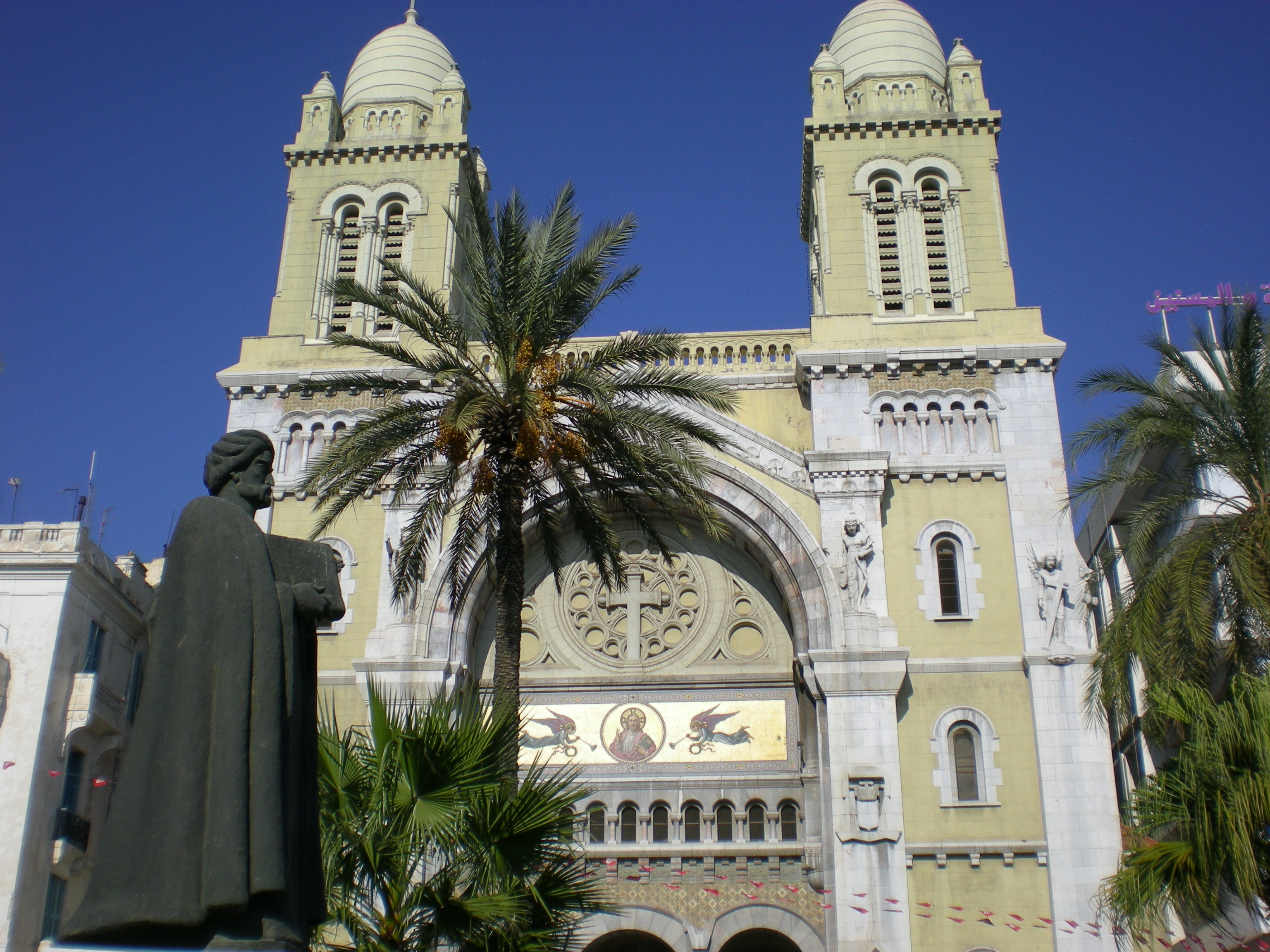
天主教聖文森特德保祿主教座堂

突尼斯在2001年有人口約9,700,000人，90%以上为阿拉伯-柏柏人。2008年人口達到10,380,000人。
突尼斯政府推動计划生育，使該國人口增長率近年降至每年1%左右。

### 語言
官方語言為阿拉伯语，但由于处于十字路口，法语、英語和意大利语的通用性也很高。

### 宗教
憲法宣布伊斯蘭教為國教，並要求總統是穆斯林。除了總統，突尼斯人享受宗教自由的權利，憲法保護了人民的宗教信仰自由。突尼西亞人口的大多數（98％左右）是穆斯林，而約1％是基督徒，其餘的1％堅持猶太教或其他宗教。
突尼斯國內有一個龐大的基督教社區，約有25,000信徒，主要是天主教徒（22,000）和少量新教徒。直到15世紀初，柏柏爾基督徒繼續居住在突尼斯。猶太教是該國的第三大宗教與1,500名教徒。住在首都及其周邊的猶太人人口約占犹太总人口的三分之一，其餘犹太人住在傑爾巴島。该岛有39个犹太會堂和距今約兩千五百年前的猶太社區。

## 經濟

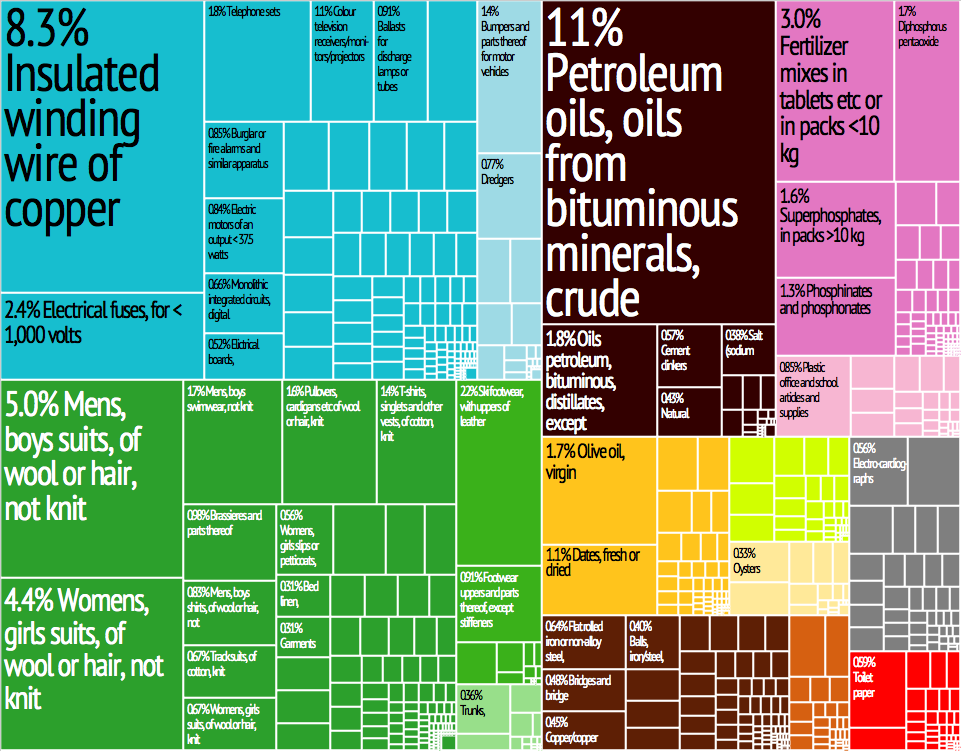
突尼斯出口的產品在28個顏色編碼的類別的圖形化描述。

突尼西亞是非洲發展程度比較高的國家之一，其人類發展指數超過0.7，而它的人均收入居非洲前列。突尼斯盛產橄欖油，產量居世界第4位，被称为“世界橄榄油园”、“橄欖之邦”。除了出口紡織品與橄欖油之外，觀光業也是其重要的收入之一。
自從本·阿里政府在2011年被推翻後，突尼斯经济受到冲击，2014年經濟增長率只有1%。突尼斯存在严重的失业率问题，根据世界银行数据，2015年突尼斯的失業率已升至15%以上，尤为需要注意的是，青年人和高学历人群失業問題尤為嚴重。

## 交通
- 突尼斯的道路總長19,232公里。[20]A1公路（突尼斯-Msaken）、P1公路（突尼斯-利比亞）和P7公路（突尼斯-阿爾及利亞）都是主要的公路。
- 突尼斯有30個機場，突尼斯-迦太基国际机场和莫納斯提爾哈比卜·布爾吉巴國際機場都是重要的機場。突尼西亞有4間航空公司：突尼斯航空、迦太基航空、努韋爾航空和七航空。
- 突尼斯鐵路網絡是由突尼西亞鐵路公司（SNCFT）經營，鐵路網長2135公里。[20]在突尼斯內的電車網絡是由萊傑地鐵（Metro Leger）經營。

## 外交
突尼西亞在1964年1月與中華人民共和國建立外交關係至今，並未與中華民國建交。

## 外部連結
- （繁體中文）突尼西亞簡介（中華民國外交部） （页面存档备份，存于）
- 画廊 （页面存档备份，存于）
- Government of Tunisia （页面存档备份，存于）
- 中的“突尼西亞”
- 《世界概况》上有关Tunisia的条目
- 維基媒體的突尼西亞地圖集
- OpenStreetMap上有關突尼西亞的地理